# Achille Costa
Achille Costa (Lecce, 10 de agosto de 1823 - Roma, 17 de noviembre de 1898) fue un entomólogo italiano.
Hijo del zoólogo Oronzo Gabriele Costa, de 1848 a 1849 fue asistente de su padre en el Departamento de Zoología de la Universidad de Nápoles. El 26 de febrero de 1852 se graduó en medicina en esa universidad. El 29 de octubre de 1860 fue nombrado profesor universitario de zoología.
A partir de 1850, Costa publicó numerosos artículos sobre la fauna del sur de Italia.